# Theresienstadt-Foreningen
Theresienstadt-Foreningen er en forening af tidligere danske fanger i kz-lejren Theresienstadt. Foreningens formål er at bistå og rådgive medlemmerne, arrangerer forskellige sammenkomster og lave oplysende arbejde om kz-lejren Theresienstadt og fangernes vilkår. Foreningens nuværende formand er Birgit Krasnik Fischermann, som selv er overlevende fra Theresienstadt.
På spidsen af Langelinie Allé står der en sten, opsat af Theresienstadt-Foreningen i oktober 2008, doneret af en anonym tidligere kz-fange. Den 2. oktober 1943 afgik et skib fra denne mole, hvor 198 danske jøder om bord på det tyske troppetransportskib Warteland blev deporteret til Schwinemünde(nuværende: Świnoujście) og derfra videre i kreaturvogne til kz-lejren Theresienstadt, hvor de var fanger i halvandet år. Med samme skib var også danske kommunister, som blev sendt til kz-lejren Stutthof.